# Giovanni Stroppa
Giovanni Stroppa (* 24. Januar 1968 in Mulazzano, Italien) ist ein ehemaliger italienischer Fußballspieler und aktueller -trainer.

## Spielerkarriere
Stroppa entstammte der Jugend der AC Mailand und wurde ab 1986 für den Profikader nominiert, kam zunächst jedoch nicht zum Einsatz. Um Erfahrungen zu sammeln, folgte eine zwei Jahre andauernde Leihe zu Calcio Monza. Nach Ende der Leihfrist feierte er mit Milan den Gewinn des Europapokals der Landesmeister. Außerdem wurde er jeweils zweimaliger Sieger des UEFA Super Cups und des Weltpokals. 1991 wechselte Stroppa zu Lazio Rom und erzielte in 50 Spielen fünf Tore für die Laziali, bevor er diese 1993 verließ und sich der US Foggia anschloss. Doch auch diese verließ er wieder nach einem Jahr und wechselte zurück zur AC Mailand. Mit dieser wurde er 1994 noch einmal UEFA-Super-Cup-Sieger und Italienischer Supercupsieger.
Dennoch verließ Stroppa die Rossoneri 1995 wieder und wechselte zu Udinese Calcio, wo ihm in 45 Partien drei Tore gelangen. 1997 zog er weiter zu Piacenza Calcio und spielte in drei Jahren 63-mal bei drei erzielten Toren. Anfang 2000 entschloss sich Stroppa zu einem Wechsel zu Brescia Calcio, wo er jedoch erneute nicht lange blieb: Er verließ Brescia nach einem halben Jahr und spielte anschließend zwei Jahre für den CFC Genua. Dies war seine letzte größere Station, bevor er anfing seine Karriere ab 34 Jahren bei kleineren Vereinen ausklingen zu lassen. So spielte er noch für den FC AlzanoCene 1909, die AS Avellino 1912, erneut für die US Foggia und für die AC Chiari 1912.
Für die italienische Fußballnationalmannschaft lief Stroppa von 1993 bis 1994 insgesamt viermal auf.

### Erfolge als Spieler
- UEFA-Super-Cup-Sieger: 1989, 1990, 1994
- Weltpokalsieger: 1989, 1990
- Europapokalsieger der Landesmeister: 1989/90
- Italienischer Supercupsieger: 1994

## Trainerkarriere
Zwei Jahre nach Ende seiner Profilaufbahn wurde Stroppa Jugendtrainer bei der AC Mailand. Dort war er vier Jahre tätig, bevor er 2011 seine erste Cheftrainerstation beim FC Südtirol antrat. Nach einem Jahr wurde er als Nachfolger von Zdeněk Zeman bei Delfino Pescara 1936 vorgestellt und sollte dort den Klassenerhalt schaffen, nachdem man ein Jahr zuvor in die Serie A aufgestiegen war. Stroppa gab jedoch am 18. November 2012 seinen Rücktritt als Trainer der Delfini bekannt, die am Ende der Saison in die Serie B zurückkehren mussten.
Zu Beginn der Saison 2013/14 verpflichtete Spezia Calcio Stroppa als neuen Trainer, jedoch verließ er den Verein jedoch nach kurzer Zeit. Nach einem weiteren Engagement beim FC Südtirol übernahm er 2016 Foggia Calcio und stieg mit der Mannschaft in die Serie B auf. Dort blieb er bis Ende der Saison 2017/18. Er wurde vom Erstligaabsteiger FC Crotone verpflichtet und am 29. Oktober 2018 dort entlassen, nachdem die Mannschaft zu diesem Zeitpunkt Platz 12 belegt hatte. Unter Nachfolger Massimo Oddo rutschte der FC Crotone bis in die Abstiegszone, sodass der Verein Stroppa nur zwei Monate später zurückholte. Oddo war am 28. Dezember von seinem Posten zurückgetreten.
Giovanni Stroppa gelang in der Rückrunde zunächst der Klassenerhalt. In der Saison 2019/20 stieg er mit dem FC Crotone als Tabellenzweiter in die Serie A auf. Für den Verein war es der erste Aufstieg in die Serie A. In der ersten Liga steckte der Verein durchgehend im Abstiegskampf, sodass man sich am 1. März 2021 von Stroppa trennte.
Zum 1. Juli 2021 wurde er Cheftrainer beim Zweitligisten AC Monza. Zur Saison 2022/23 gelang der AC Monza der erstmalige Aufstieg in die Serie A. Nach nur einem Punkt aus den ersten sechs Saisonspielen wurde Stroppa am 13. September 2022 entlassen.
Im September 2023 übernahm er die US Cremonese, welche zuvor in die Serie B abgestiegen war.